# Hesperosaurus
Hesperosaurus var ett släkte växtätande dinosaurier som tillhörde gruppen stegosaurier och som levde under yngre juraperioden för 156 miljon år. 
Fossil av Hesperosaurus har hittats i Wyoming i USA i Nordamerika. Typarten Hesperosaurus mjosi beskrevs 2001.